# غورديغل نور الدين (قشلاق الشرقي)
غوردیغل نور الدین (بالفارسية: گوردیگل نورالدین) هي مستوطنة تقع في إيران في قسم قشلاق الشرقي الريفي. يقدر عدد سكانها بـ 112 نسمة .